# 바이 바이 몽키
바이 바이 몽키(Ciao maschio, Bye Bye Monkey)는 프랑스에서 제작된 마코 페레리 감독의 1978년 코미디, 드라마, 판타지 영화이다. 제라르 드빠르디유 등이 주연으로 출연하였다.

## 출연

### 주연
- 제라르 드빠르디유
- 마르첼로 마스트로야니
- 제임스 코코

### 조연
- 제럴딘 피처럴드
- 아비게일 클레이턴
- 스테파냐 카시니
- 프란체스카 드 사피오
- 밈지 파머
- 아본 롱

## 제작진
- 세트: 브루노 세사리